# Santa Maria das Barreiras
Santa Maria das Barreiras est une municipalité brésilienne située dans l'État du Pará.